# Víctor Rosales
Víctor Manuel Rosales López, noto semplicemente come Víctor Rosales (Città del Messico, 3 aprile 1989), è un ex calciatore messicano, di ruolo difensore.

## Carriera
Entrato nelle giovanili dei Pumas a 12 anni, esordisce con la prima squadra il 25 febbraio 2009 nel quarto di finale d'andata della Concachampions contro il Cruz Azul, da titolare, rimanendo in campo per tutti e 90 i minuti. Viene mandato in campo anche nella partita di ritorno, ma dopo 20 minuti è costretto ad uscire per un infortunio, lasciando spazio a Juan Carlos Ramírez.
Nella Concachampions 2009-2010 disputa 5 partite da titolare. Nella prima, contro il W Connection, segna il goal del momentaneo 1-1 su calcio d'angolo all'87º (la partita finirà poi 2-2), e si ripete alla giornata successiva contro il Real España segnando di testa su cross di David Cabrera il 2-0 al 39º. Gioca anche i due incontri seguenti, contro W Connection e Comunicaciones, e poi viene messo in campo nel ritorno della semifinale contro il Cruz Azul perso per 5-0, che sancisce l'eliminazione dei Pumas dalla coppa.

## Statistiche

### Presenze e reti nei club
| Stagione  | Squadra | Campionato | Campionato | Campionato | Coppe nazionali | Coppe nazionali | Coppe nazionali | Coppe continentali | Coppe continentali | Coppe continentali | Totale | Totale |
| Stagione  | Squadra | Comp       | Pres       | Reti       | Comp            | Pres            | Reti            | Comp               | Pres               | Reti               | Pres   | Reti   |
| --------- | ------- | ---------- | ---------- | ---------- | --------------- | --------------- | --------------- | ------------------ | ------------------ | ------------------ | ------ | ------ |
| 2007-2008 | Pumas   | LA+SD      | 15+12      | 0          | IL              | 0               | 0               | -                  | -                  | -                  | 27     | 0      |
| 2008-2009 | Pumas   | LA+SD      | 11+7       | 1+0        | -               | -               | -               | CCL                | 2                  | 0                  | 20     | 1      |
| 2009-2010 | Pumas   | LA         | 23         | 2          | -               | -               | -               | CCL                | 5                  | 2                  | 28     | 4      |
| 2010-2011 | Pumas   | LA         | 23         | 0          | -               | -               | -               | SL                 | 0                  | 0                  | 23     | 0      |
| 2011-2012 | Pumas   | LA         | 15         | 0          | -               | -               | -               | CCL                | 1                  | 0                  | 16     | 0      |
| Totale    | Totale  | Totale     | 106        | 3          |                 | 0               | 0               |                    | 8                  | 2                  | 114    | 5      |